# Buddy Childers
Marion "Buddy" Childers (St. Louis of Belleville (Illinois), 12 februari 1926 – Woodland Hills (Los Angeles), 24 mei 2007) was een Amerikaanse jazztrompettist, bugelist en bigbandleider. Hij kreeg grote bekendheid toen hij in 1942 op zestienjarige leeftijd de eerste trompettist werd bij Stan Kenton.

## Biografie
Childers was als trompettist autodidact. Nog voordat hij highschool had afgesloten werd hij trompettist van Kenton. Zijn voorbeelden in die tijd waren Harry James en Corky Corcoran. Met onderbrekingen werkte hij hier tot 1954. In die periode speelde hij ook voor André Previn, Benny Carter, Tommy Dorsey, Woody Herman, Les Brown, Charlie Barnet, Dan Terry en anderen. Na zijn tijd bij Kenton werkte hij als freelancer in Los Angeles en (van 1959 tot 1966) Las Vegas. Hij was tot in de jaren 80 studiomuzikant in Los Angeles. Hij speelde eind jaren 70 in de bigband van Toshiko Akiyoshi en Lew Tabackin, vanaf 1983 was hij muzikaal leider voor Frank Sinatra. In de jaren 80 en 90 leidde hij ook een eigen bigband, dat opnames maakte voor Candid Records. Childers werkte verder mee aan tv-programma's en films en had succes als fotograaf. vanaf 1982 was hij aanhanger van de Bahai. De laatste tien jaren van zijn leven leed hij aan kanker, maar hij bleef spelen, tot een jaar voor zijn dood deed hij dat in een rolstoel. Hij overleed aan de gevolgen van kanker.

## Discografie
met Gene Ammons
- Free Again (Prestige, 1971)

met Elmer Bernstein
- The Man with the Golden Arm (Decca, 1956)

met Maynard Ferguson
- Around the Horn with Maynard Ferguson (EmArcy, 1956)

met Clare Fischer
- Thesaurus (Atlantic, 1969)

met Milt Jackson
- Memphis Jackson (Impulse!, 1969)

met Quincy Jones
- Roots (A&M, 1977)

met Stan Kenton
- Stan Kenton's Milestones (Capitol, 1943-47 [1950])
- Stan Kenton Classics (Capitol, 1944-47 [1952])
- Artistry in Rhythm (Capitol, 1946)
- Encores (Capitol, 1947)
- A Presentation of Progressive Jazz (Capitol, 1947)
- Innovations in Modern Music (Capitol, 1950)
- Stan Kenton Presents (Capitol, 1950)
- New Concepts of Artistry in Rhythm (Capitol, 1952)
- Popular Favorites by Stan Kenton (Capitol, 1953)
- Sketches on Standards (Capitol, 1953)
- This Modern World (Capitol, 1953)
- Portraits on Standards (Capitol, 1953)
- Kenton Showcase (Capitol, 1954)
- The Kenton Era (Capitol, 1940–54, [1955])
- The Innovations Orchestra (Capitol, 1950-51 [1997])

met Carmen McRae
- Can't Hide Love (Blue Note, 1976)

met Oliver Nelson
- Skull Session (Flying Dutchman, 1975)

met Shorty Rogers
- Afro-Cuban Influence (RCA Victor, 1958)
- The Wizard of Oz and Other Harold Arlen Songs (RCA Victor, 1959)
- Shorty Rogers Meets Tarzan (MGM, 1960)

met Pete Rugolo
- Introducing Pete Rugolo (Columbia, 1954)
- Rugolomania (Columbia, 1955)
- New Sounds by Pete Rugolo (Harmony, 1954–55, [1957])
- Music for Hi-Fi Bugs (EmArcy, 1956)
- Percussion at Work (EmArcy, 1957)
- Rugolo Plays Kenton (EmArcy, 1958)
- The Music from Richard Diamond (EmArcy, 1959)

met Lalo Schifrin
- Rock Requiem (Verve, 1971)

- Bibsys: 8071425
- Bibliothèque nationale de France: cb13938286s (data)
- Gemeinsame Normdatei: 135184800
- International Standard Name Identifier: 0000 0000 5516 7378
- Library of Congress Control Number: no97029901
- MusicBrainz: a6602ab4-388c-4636-be68-839a3b684bb8
- SNAC: w6mj0dd8
- Système universitaire de documentation: 244109443
- Virtual International Authority File: 27256206
- WorldCat: E39PBJgXhf6cjbjjC9Rdq7kRrq